# Massacre de Colfax
O massacre de Colfax, às vezes chamado de motim de Colfax, ocorreu no domingo de Páscoa, 13 de abril de 1873, em Colfax, Louisiana, a sede da paróquia civil de Grant Parish. Cerca de 62 a 153 homens da milícia negra foram assassinados ao se renderem a uma multidão de ex-soldados confederados e membros da Ku Klux Klan. Três homens brancos também morreram durante o confronto.
Após a eleição contestada de 1872 [en] para  governador da Louisiana e cargos locais, um grupo de homens brancos armados com rifles e um pequeno canhão dominou os negros libertos e a milícia estadual que ocupavam o tribunal de Grant Parish em Colfax. A maioria dos libertos foi morta após se render e quase outros 50 foram mortos mais tarde naquela noite, depois de serem mantidos como prisioneiros por várias horas. As estimativas do número de mortos variaram ao longo dos anos, indo de 62 a 153; três brancos morreram, mas o número de vítimas negras foi difícil de determinar porque muitos corpos foram jogados no Rio Vermelho ou removidos para serem enterrados, possivelmente em valas comuns.
O historiador Eric Foner [en] descreveu o massacre como o pior caso de violência racial durante a Reconstrução. Na Luisiana, ele teve o maior número de fatalidades entre os vários eventos violentos que ocorreram após a disputada eleição para governador em 1872 entre republicanos e democratas. Foner escreveu: “...todas as eleições [na Louisiana] entre 1868 e 1876 foram marcadas por violência desenfreada e fraude generalizada”. Embora a “junta de retorno” do estado, dominada pelos "fusionistas", que decidia sobre a validade dos votos, tenha inicialmente declarado John McEnery [en] e sua chapa democrata como vencedores, a junta acabou se dividindo, com uma facção declarando o republicano William P. Kellogg [en] como vencedor. Um juiz federal republicano de Nova Orleans determinou que a legislatura de maioria republicana fosse empossada.
O processo federal e a condenação de alguns agressores em Colfax pelas Leis de Execução [en] foram apelados à Suprema Corte. Em um caso importante, United States v. Cruikshank [en] (1876), a corte decidiu que as proteções da Décima Quarta Emenda não se aplicavam a pessoas agindo individualmente, mas somente a ações de governos estaduais. Após esta decisão, o governo federal não pôde mais usar a Lei de Execução de 1870 [en] para processar ações de grupos paramilitares, como a White League [en], que tinha células formadas em toda a Louisiana a partir de 1874. Ameaças, assassinatos e supressão de eleitores negros por esses grupos paramilitares foram fundamentais para que o Partido Democrata recuperasse o controle político da legislatura estadual no final da década de 1870.
No final do século XX e início do século XXI, os historiadores deram atenção renovada aos eventos em Colfax e ao caso na Suprema Corte resultante.

## Contexto estadual e nacional
Em março de 1865, o fazendeiro "unionista" James Madison Wells tornou-se governador. À medida que a legislatura dominada pelos democratas aprovava os Códigos Negros que restringiam os direitos dos libertos, Wells começou a favorecer a permissão do voto para os negros e a privação temporária dos direitos [en] dos ex-Confederados. Para isso, ele agendou uma nova convenção constitucional para 30 de julho de 1866.
Ela foi adiada devido ao  Massacre de Nova Orleans naquele dia, no qual democratas brancos sulistas armados atacaram negros americanos que faziam um desfile em apoio à convenção. Prevendo problemas, o prefeito de Nova Orleans pediu ao comandante militar local que policiasse a cidade e protegesse a convenção. O Exército dos EUA não respondeu prontamente à solicitação do prefeito e um grupo de residentes brancos atacou vários residentes negros desarmados, resultando em 38 mortes, 34 negros e quatro brancos, e mais de 40 feridos, a maioria deles negros.

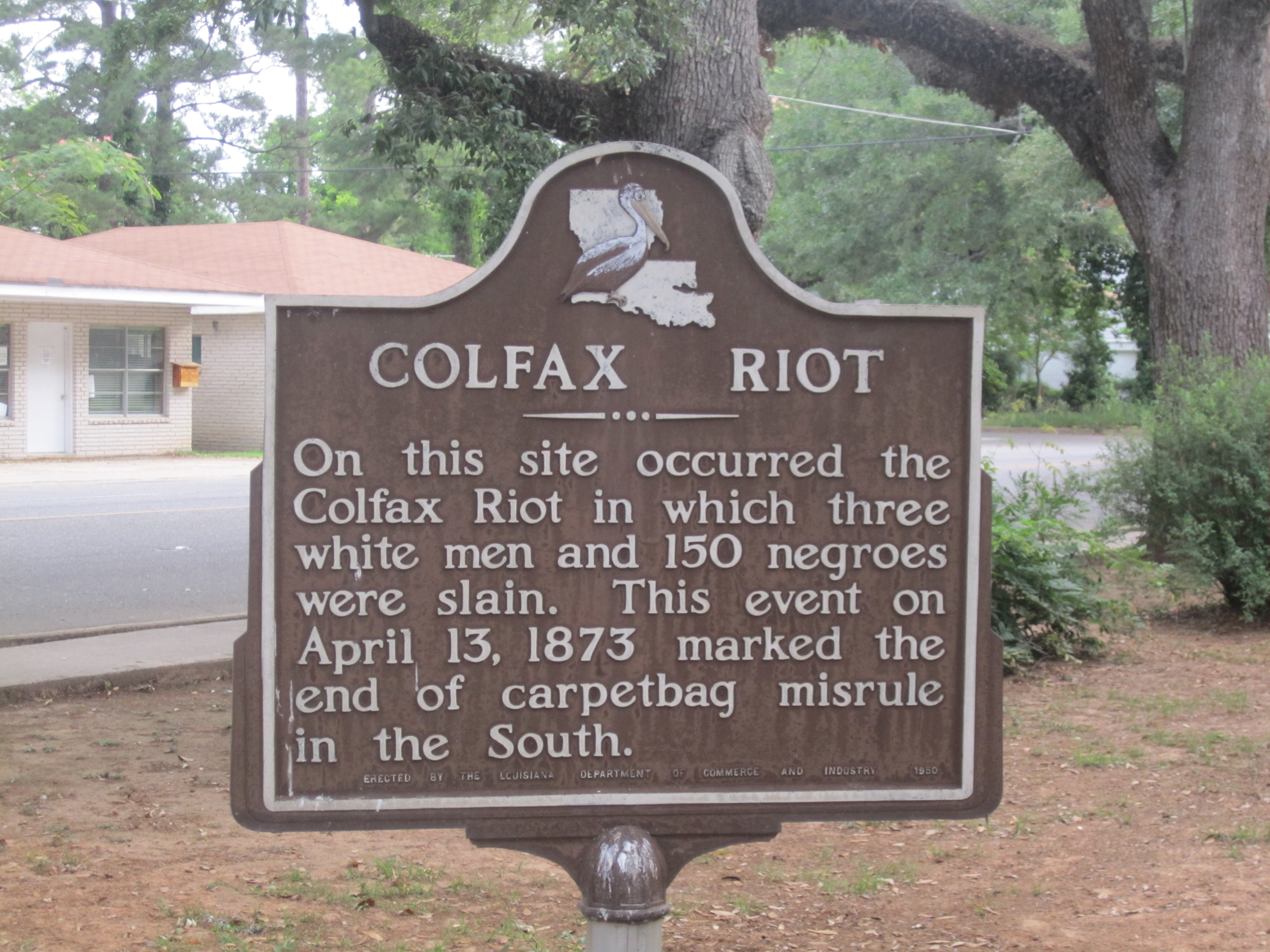
Antigo indicador histórico em Colfax. Erguido em 1950, o marco foi removido em maio de 2021 devido a uma linguagem considerada tendenciosa (ele usa o termo “motim” e se refere ao incidente como “o fim do desgoverno dos en no Sul”).

Quando o presidente Andrew Johnson atribuiu o massacre à agitação republicana, uma reação nacional popular contra as políticas de Johnson resultou na eleição de um Congresso majoritariamente republicano pelos eleitores nacionais em 1866. O Congresso aprovou a Lei dos Direitos Civis de 1866 [en], apesar do veto de Andrew Johnson. Anteriormente, o Freedmen's Bureau [en] e os exércitos de ocupação haviam impedido que os Códigos Negros do Sul, que limitavam os direitos dos libertos e de outros negros (inclusive suas opções de trabalho e locais de moradia), entrassem em vigor. Em 16 de julho de 1866, o Congresso estendeu a vida do Freedmen's Bureau, também apesar do veto de Johnson. Em 2 de março de 1867, eles aprovaram a Lei de Reconstrução [en], apesar do veto de Johnson também, que exigia que os negros recebessem a franquia - nos estados do Sul, mas não nos estados do Norte - e que os estados sulistas reconstruídos ratificassem a Décima Quarta Emenda antes de serem admitidos na União.
Em abril de 1868, uma coalizão birracial na Louisiana havia eleito uma legislatura estadual de maioria republicana, mas a violência aumentou antes da eleição do outono. Quase todas as vítimas eram negros e alguns republicanos brancos que estavam protegendo os libertos republicanos negros. Os insurgentes também atacaram fisicamente as pessoas ou queimaram suas casas para desencorajá-las a votar. O presidente Johnson, um democrata, impediu que o governador republicano da Louisiana usasse a milícia estadual ou as forças dos EUA para reprimir os grupos insurgentes, como os  Cavaleiros da Camélia Branca.

## Contexto em Grant Parish
A área do Red River nas paróquias de Winn e Rapides era uma combinação de grandes plantações e agricultores de subsistência; antes da guerra, os negros americanos trabalhavam como escravos nas plantações. William Smith Calhoun, um grande fazendeiro, herdou uma plantação de 57 km2 (14 000 acres) na área. Ex-escravocrata, ele vivia com uma mulher mestiça como sua esposa em união estável e passou a favorecer a igualdade política dos negros, incentivando a organização política do partido republicano local com uma base afro-americana.
No dia da eleição, em novembro de 1868, Calhoun liderou um grupo de libertos para votar. A urna eleitoral estava originalmente em uma loja de propriedade de John Hooe, que havia ameaçado chicotear os libertos “se eles votassem em um republicano”. Calhoun conseguiu que a urna fosse transferida para uma loja de plantação de propriedade de um republicano. Além disso, ele supervisionou a apresentação de 150 votos de negros libertos nas terras de sua plantação. Os republicanos receberam 318 votos e os democratas, 49. Um grupo de brancos jogou a urna no Rio Vermelho, e os democratas prenderam Calhoun, alegando fraude eleitoral. Sem a urna original, o democrata Michael Ryan obteve uma vitória expressiva.
A eleição também foi marcada pela violência. O comissário eleitoral Hal Frazier, um republicano negro, foi assassinado por brancos. Depois disso, Calhoun redigiu um projeto de lei para criar uma nova paróquia a partir de partes das paróquias de Winn e Rapides, que foi aprovado pela legislatura republicana; como grande fazendeiro, Calhoun achava que teria mais influência política na nova paróquia, que tinha maioria negra. Outras novas paróquias foram criadas pela legislatura estadual republicana para tentar desenvolver áreas de controle político republicano.

## Aplicação de medidas contra a Klan
De acordo com Lane, depois que Ulysses S. Grant se tornou presidente em 1869, ele “fez muito lobby pela Décima Quinta Emenda” (ratificada em 3 de fevereiro de 1870), que garantia aos homens negros, a maioria dos quais eram escravos recém-libertados, o direito de votar. No entanto, a Ku Klux Klan (KKK) continuou com os ataques violentos e matou muitos moradores negros no Arkansas, na Carolina do Sul, na Geórgia, no Mississippi e em outros lugares. Em resposta, em 31 de maio de 1870, o Congresso aprovou uma Lei de Execução [en] que proibia grupos de pessoas de se unirem para violar os direitos constitucionais dos cidadãos. Logo depois, em 20 de abril de 1871, o Congresso aprovou a Ku Klux Klan Act [en], que Grant usou para suspender a emissão de habeas corpus e enviou tropas federais para a Carolina do Sul, um estado com atividades particularmente notórias da Klan.

## Louisiana e Grant Parish
O governador Henry Clay Warmoth [en] se esforçou para manter o equilíbrio político na Louisiana. Entre suas nomeações, ele nomeou William Ward, um veterano negro da União, como comandante da Companhia A, 6º Regimento de Infantaria, Milícia do Estado da Louisiana, uma nova unidade a ser sediada em Grant Parish para controlar a violência lá e em outras paróquias do Rio Vermelho. Ward, nascido escravo em 1840 em Charleston, Carolina do Sul, aprendeu a ler e escrever como camareiro de um senhor em Richmond, Virgínia. Em 1864, ele fugiu e foi para a Fortaleza Monroe, onde se alistou no Exército da União e serviu até depois da rendição do General Robert E. Lee. Por volta de 1870, foi para Grant Parish, onde tinha um amigo. Rapidamente, tornou-se ativo entre os membros locais do Partido Republicano Negro. Após sua nomeação para a milícia, Ward recrutou outros homens livres para suas forças, vários dos quais eram veteranos da guerra.

## Eleição de 1872 na Louisiana
Na Louisiana, o governador republicano Henry Clay Warmoth desertou para os Republicanos Liberais [en] (um grupo que se opunha às políticas de Reconstrução do Presidente Grant) em 1872. Warmoth já havia apoiado uma emenda constitucional que permitia que ex-confederados, aos quais havia sido negado o direito de votar, fossem readmitidos. Uma coalizão “fusionista” de republicanos liberais e democratas indicou o ex-comandante de batalhão confederado e democrata John McEnery [en] para sucedê-lo como governador. Em troca, os democratas e os republicanos liberais deveriam enviar Warmoth a Washington como senador dos EUA. Opondo-se a McEnery estava o republicano William Pitt Kellogg [en], um dos senadores americanos da Louisiana. A votação de 4 de novembro de 1872 resultou em governos duplos, pois uma junta eleitoral dominada por fusionistas (republicanos liberais e democratas) declarou McEnery o vencedor, enquanto uma facção da junta proclamou Kellogg como vitorioso. Ambas as administrações realizaram cerimônias de posse e certificaram suas listas de candidatos locais.
Depois de não conseguirem vencer o caso no tribunal estadual, os partidários de Kellogg recorreram ao juiz federal Edward Durell, em Nova Orleans, para intervir e ordenar que Kellogg e a legislatura de maioria republicana fossem empossados, e que Grant autorizasse as tropas do exército dos EUA a proteger o governo de Kellogg. Esta ação foi amplamente criticada em todo o país pelos democratas e por ambas as facções do Partido Republicano, pois foi considerada uma violação dos direitos dos estados de administrar suas próprias eleições (que não fossem para cargos federais). Assim, os comitês de investigação de ambas as câmaras do Congresso federal em Washington criticaram a escolha de Kellogg. A maioria da Câmara considerou a ação de Durell ilegal e a maioria do Senado concluiu que o regime de Kellogg era “não muito melhor do que uma conspiração bem-sucedida”. Em 1874, um comitê de investigação da Câmara em Washington recomendou que o juiz Durell sofresse impeachment por corrupção e interferência ilegal nas eleições estaduais de 1872 na Louisiana, mas o juiz renunciou para evitar o impeachment.
A facção de McEnery tentou assumir o controle do arsenal do estado na Jackson Square [en], mas Kellogg fez com que a milícia do estado capturasse dezenas de líderes da facção de McEnery e controlasse Nova Orleans, onde o governo do estado estava localizado. McEnery voltou para tentar assumir o controle com um grupo paramilitar particular. Em setembro de 1873, suas forças, com mais de 8 000 homens, entraram na cidade e derrotaram a milícia municipal/estadual de cerca de 3 500 pessoas em Nova Orleans. Os democratas assumiram o controle da sede do governo estadual, do arsenal e das delegacias de polícia, no que ficou conhecido como a Batalha de Jackson Square. Suas forças mantiveram esses edifícios por três dias antes de se retirarem antes da chegada das tropas federais. Posteriormente, Warmoth foi destituído pela legislatura estadual devido a um escândalo de suborno resultante de suas ações na eleição de 1872.
Warmoth nomeou democratas como registradores paroquiais e eles garantiram que as listas de eleitores incluíssem o maior número possível de brancos e o menor número possível de libertos. Vários registradores mudaram o local de registro sem notificar os residentes negros. Eles também exigiam que os eleitores negros provassem que tinham mais de 21 anos, embora soubessem que os ex-escravos não tinham certidões de nascimento. Em Grant Parish, o proprietário de uma plantação ameaçou expulsar os negros das casas que alugavam em suas terras se eles votassem nos republicanos. Os fusionistas também adulteraram as urnas eletrônicas no dia da eleição. Uma delas foi encontrada com um buraco, aparentemente usado para encher a urna. Como resultado, os fusionistas de Grant Parish obtiveram uma vitória expressiva, embora o número de eleitores negros superasse o de brancos em 776 a 630.
Warmoth concedeu comissões aos democratas fusionistas Alphonse Cazabat e Christopher Columbus Nash [en], eleitos juiz e xerife da paróquia, respectivamente. Como muitos homens brancos do Sul, Nash era um veterano confederado (como oficial, ele havia sido mantido por um ano e meio como prisioneiro de guerra em Johnson's Island [en], em Ohio). Cazabat e Nash fizeram seus juramentos de posse no tribunal de Colfax em 2 de janeiro de 1873. Eles enviaram os documentos ao governador McEnery em Nova Orleans.
William Pitt Kellogg emitiu comissões para a chapa republicana de Grant Parish em 17 e 18 de janeiro. Naquela época, Nash e Cazabat controlavam o pequeno e rudimentar tribunal. O republicano Robert C. Register insistiu que ele, e não Alphonse Cazabat, fosse o juiz da paróquia e o republicano Daniel Wesley Shaw, e não Nash, fosse o xerife. Na noite de 25 de março, os republicanos tomaram o tribunal vazio e fizeram seus juramentos de posse. Eles enviaram seus juramentos para a gestão de Kellogg em Nova Orleans.
Grant Parish foi uma das várias novas paróquias criadas pelo governo republicano em um esforço para aumentar o controle local no estado. Tanto a terra quanto seu povo estavam originalmente associados à família Calhoun, cuja plantação abrangia mais do que as fronteiras da nova paróquia. Os libertos haviam sido escravos da plantação. A paróquia também incluía a região montanhosa menos desenvolvida. A população total tinha uma estreita maioria de 2 400 libertos, que votavam principalmente nos republicanos, e 2 200 brancos, que votavam nos democratas. As tensões políticas em todo o estado eram representadas pelos rumores que circulavam em cada comunidade, muitas vezes sobre o medo dos brancos de ataques ou indignação por parte dos negros, o que aumentava as tensões locais.

## Conflito no tribunal de Colfax
Com temor de que os democratas pudessem tentar controlar o governo paroquial local, os negros começaram a criar trincheiras ao redor do tribunal e treinavam para se manter alerta. Os titulares de cargos republicanos ficaram lá durante a noite. Eles controlaram a cidade por três semanas.
Em 28 de março, Nash, Cazabat, Hadnot e outros fusionistas brancos convocaram brancos armados para retomar o tribunal em 1º de abril. Os brancos foram recrutados próximo de Winn e nas paróquias vizinhas para se juntarem a eles. Os republicanos Shaw, Register, Flowers e outros começaram a recrutar homens negros armados para defender o tribunal.
Os republicanos negros Lewis Meekins e o capitão da milícia estadual William Ward, um veterano negro da União, invadiram as casas dos líderes da oposição, o juiz William R. Rutland, Bill Cruikshank e Jim Hadnot. Houve tiroteios entre as milícias brancas e negras em 2 de abril e novamente em 5 de abril, mas as espingardas eram imprecisas demais para causar algum dano. Os dois lados organizaram negociações de paz. A paz terminou quando um homem branco atirou e matou um transeunte negro chamado Jesse McKinney. Outro conflito em 6 de abril terminou com a fuga da milícia branca da milícia negra armada. Com a ameaça de violência na comunidade, mulheres e crianças negras se juntaram aos homens no tribunal para se protegerem.
William Ward, oficial comandante da Companhia A, 6º Regimento de Infantaria, Milícia do Estado da Louisiana, com sede na Paróquia de Grant, havia sido eleito representante estadual [en] da paróquia pela chapa republicana. Ele escreveu ao governador Kellogg solicitando tropas americanas para reforço e entregou a carta a William Smith Calhoun para que a entregasse. Calhoun pegou o barco a vapor LaBelle e desceu o Rio Vermelho, mas foi capturado por Paul Hooe, Hadnot e Cruikshank. Eles ordenaram que Calhoun dissesse aos membros da comunidade negra que deixassem o tribunal.

Os defensores negros se recusaram a sair, embora ameaçados por grupos de brancos armados comandados por Nash. Para recrutar homens durante as crescentes tensões políticas, Nash contribuiu com rumores sinistros de que os homens negros estavam se preparando para matar todos os homens brancos e tomar as mulheres brancas para si. Em 8 de abril, o jornal antirrepublicano Daily Picayune [en], de Nova Orleans, inflamou as tensões e distorceu os eventos com a seguinte manchete:
O TUMULTO NA PARÓQUIA DE GRANT. ATROCIDADES TEMÍVEIS COMETIDAS PELOS NEGROS. NENHUM RESPEITO DEMONSTRADO PELOS MORTOS.
Essas notícias atraíram mais brancos da região para Grant Parish que se juntaram a Nash; todos eram veteranos confederados experientes. Eles adquiriram um canhão de quatro libras que podia disparar projéteis de ferro. Como disse o membro da Klan, Dave Paul: “Rapazes, esta é uma luta pela supremacia branca”.
Sofrendo de tuberculose e reumatismo, em 11 de abril o capitão da milícia Ward pegou um barco a vapor rio abaixo até Nova Orleans para buscar ajuda armada diretamente de Kellogg. Ele não estava presente nos eventos subsequentes.

## Massacre
Cazabat havia instruído Nash como xerife para acabar com o que ele chamou de motim. Nash reuniu um grupo paramilitar branco armado e oficiais veteranos das paróquias de Rapides, Winn e Catahoula. Ele não moveu suas forças em direção ao tribunal até o meio-dia do domingo de Páscoa, 13 de abril. Nash comandava mais de 300 homens brancos armados, a maioria a cavalo e armados com rifles. Segundo consta, Nash ordenou que os defensores do tribunal se retirassem. Quando isso não aconteceu, Nash deu às mulheres e crianças acampadas do lado de fora do tribunal trinta minutos para saírem. Depois que elas saíram, começou o tiroteio. A luta continuou por várias horas com poucas baixas. Quando os paramilitares de Nash manobraram o canhão atrás do prédio, alguns dos defensores entraram em pânico e deixaram o tribunal.
Cerca de 60 defensores correram para os bosques próximos e pularam no rio. Nash enviou homens a cavalo atrás dos republicanos negros em fuga, e seu grupo paramilitar matou a maioria deles no local. Logo, as forças de Nash instruíram um prisioneiro negro a incendiar o telhado do tribunal. Os defensores exibiram bandeiras brancas de rendição: uma feita de uma camiseta, a outra de uma página de um livro. O tiroteio cessou.
O grupo de Nash se aproximou e pediu aos que estavam se rendendo que largassem suas armas e saíssem. O que aconteceu em seguida é controverso. Segundo os relatos de alguns brancos, James Hadnot foi baleado e ferido por alguém do tribunal. “Na versão dos negros, os homens do tribunal estavam empilhando suas armas quando os brancos se aproximaram, e Hadnot foi baleado pelas costas por um membro exaltado de sua própria força”. Hadnot morreu mais tarde, após ser levado rio abaixo por um barco a vapor que passava.
Após o disparo contra Hadnot, o grupo paramilitar branco reagiu com assassinatos em massa de homens negros. Como morreram mais de 40 vezes mais negros do que brancos, os historiadores descrevem geralmente o evento como um massacre. O grupo paramilitar branco matou homens desarmados que tentavam se esconder no tribunal. Eles desceram a cavalo e mataram aqueles que tentavam fugir. Eles jogaram alguns corpos no Rio Vermelho. Cerca de 50 negros sobreviveram à tarde e foram feitos prisioneiros. Mais tarde naquela noite, eles foram sumariamente mortos por seus captores, que haviam ingerido álcool. Apenas um homem negro do grupo, Levi Nelson, sobreviveu. Ele foi baleado por Cruikshank, mas conseguiu fugir sem ser notado. Mais tarde, ele serviu como uma das principais testemunhas do governo federal contra aqueles indiciados pelos ataques.
Kellogg enviou os coronéis da milícia estadual Theodore DeKlyne e William Wright a Colfax com mandados para prender 50 homens brancos e instalar uma nova e comprometida lista de oficiais da paróquia. DeKlyne e Wright encontraram as ruínas fumegantes do tribunal em Colfax e muitos corpos de homens que haviam sido baleados na nuca ou no pescoço. Eles descreveram que um corpo estava carbonizado, a cabeça de outro homem estava irreconhecível e outro tinha a garganta cortada. Os negros sobreviventes contaram a DeKlyne e Wright que eles cavaram uma trincheira ao redor do tribunal para protegê-lo do que consideravam uma tentativa dos democratas brancos de roubar uma eleição. Eles foram atacados por brancos armados com rifles, revólveres e um pequeno canhão. Quando os negros se recusaram a sair, o tribunal foi incendiado e os defensores negros foram abatidos. Enquanto os brancos acusavam os negros de violar uma bandeira de trégua e de tumulto, os republicanos negros diziam que nada disso era verdade. Eles acusaram os brancos de levarem os prisioneiros capturados em pares e atirarem na nuca deles.
Em 14 de abril, alguns membros da nova força policial do governador Kellogg chegaram de Nova Orleans. Vários dias depois, chegaram duas companhias de tropas federais. Elas procuraram por membros paramilitares brancos, mas muitos já haviam fugido para o Texas ou para as colinas. Os oficiais registraram um relatório militar no qual identificaram pelo nome três brancos e 105 negros que haviam morrido, além de registrarem que haviam recuperado 15 a 20 negros não identificados do rio. Eles também observaram a natureza selvagem de muitas das mortes, sugerindo uma situação fora de controle.
O número exato de mortos nunca foi estabelecido: dois delegados dos EUA, que visitaram o local em 15 de abril e enterraram os mortos, relataram 62 fatalidades; um relatório militar para o Congresso em 1875 identificou 81 homens negros mortos pelo nome e também estimou que entre 15 e 20 corpos não identificáveis foram jogados no Rio Vermelho e outros 18 foram enterrados secretamente, totalizando “pelo menos 105”; um indicador histórico estadual de 1950 registrou as fatalidades como três brancos e 150 negros.

O historiador Eric Foner, especialista em Guerra Civil e Reconstrução dos Estados Unidos, escreveu sobre o evento:
O massacre de Colfax, o mais sangrento caso de carnificina racial da era da Reconstrução, ensinou muitas lições, inclusive até que ponto alguns oponentes da Reconstrução poderiam chegar para recuperar sua autoridade habitual. Entre os negros da Louisiana, o incidente foi lembrado por muito tempo como prova de que, em qualquer grande confronto, eles estavam em uma desvantagem fatal.

“A organização contra eles é muito forte. ...” O professor negro de Louisiana e legislador da Reconstrução, John G. Lewis, comentou mais tarde. “Eles tentaram [a autodefesa armada] em Colfax. O resultado foi que no domingo de Páscoa de 1873, quando o sol se pôs naquela noite, ele se pôs sobre os cadáveres de duzentos e oitenta negros.”

## Consequências
James Roswell Beckwith, procurador dos EUA em Nova Orleans, enviou um telegrama urgente sobre o massacre ao procurador-geral dos EUA. O massacre em Colfax ganhou as manchetes dos jornais nacionais de Boston a Chicago. Várias forças do governo passaram semanas tentando prender os membros das forças paramilitares brancas, e um total de 97 homens foram indiciados. No final, Beckwith acusou nove homens e os levou a julgamento por violações da Lei de Execução de 1870 [en]. Essa lei havia sido criada para oferecer proteção federal aos direitos civis dos libertos com base na Décima Quarta Emenda contra ações de grupos terroristas como a Klan.
Os homens foram acusados de um assassinato e de acusações relacionadas a uma conspiração contra os direitos dos libertos. Houve dois julgamentos subsequentes em 1874. William Burnham Woods [en] presidiu o primeiro julgamento e foi favorável à acusação. Se os homens tivessem sido condenados, não poderiam recorrer de sua decisão a nenhum tribunal de apelação, de acordo com as leis da época. No entanto, Beckwith não conseguiu obter uma condenação - um homem foi absolvido e foi declarada a anulação do julgamento nos casos dos outros oito.
No segundo julgamento, três homens foram considerados culpados de dezesseis acusações. No entanto, o juiz presidente, Joseph Bradley [en], da Suprema Corte dos Estados Unidos (em circuito), rejeitou as condenações, determinando que as acusações violavam a doutrina do ator estatal [en], não conseguiam provar uma justificativa racial para o massacre ou eram nulas por serem vagas [en]. Sua sponte [en], ele ordenou que os homens fossem libertados sob fiança, e eles desapareceram logo em seguida.
Quando o governo federal recorreu do caso, ele foi julgado pela Suprema Corte dos EUA como United States v. Cruikshank [en] (1875). A Suprema Corte decidiu que a Lei de Execução de 1870 (que se baseava na Declaração de Direitos e na 14ª Emenda) se aplicava somente a ações cometidas pelo Estado e que não se aplicava a ações cometidas por indivíduos ou conspirações privadas (ver Morrison Remick Waite). Isso significava que o governo federal não poderia processar casos como os assassinatos de Colfax. O tribunal disse que os autores que acreditavam que seus direitos haviam sido restringidos tinham que buscar proteção do Estado. A Louisiana não processou nenhum dos autores do massacre de Colfax; a maioria dos estados do sul não processaria homens brancos por ataques contra homens libertos. Assim, a aplicação das sanções criminais previstas naquela lei foi encerrada.
A publicidade sobre o Massacre de Colfax e a decisão subsequente da Suprema Corte incentivaram o crescimento das organizações paramilitares brancas. Em maio de 1874, Nash formou a primeira seção da White League [en] a partir de seu grupo paramilitar, e logo foram formadas seções em outras áreas da Louisiana, bem como no sul dos estados vizinhos. Diferentemente da antiga KKK, eles atuavam abertamente e frequentemente atraíam publicidade. Um historiador os descreveu como “o braço militar do Partido Democrata”. Outros grupos paramilitares, como os Red Shirts [en], também surgiram, especialmente na Carolina do Sul e no Mississippi, que também tinham maioria negra na população, e em alguns condados da Carolina do Norte.
Grupos paramilitares usaram a violência e o assassinato para aterrorizar os líderes entre os libertos e os republicanos brancos, bem como para reprimir o voto entre os libertos durante a década de 1870. Os cidadãos negros americanos tinham poucas opções de recurso. Em agosto de 1874, por exemplo, a White League expulsou os líderes republicanos em Coushatta, na Paróquia de Red River,  assassinando os seis brancos antes que eles deixassem o estado e matando de cinco a 15 homens livres que eram testemunhas. Quatro dos homens brancos mortos eram parentes do deputado estadual da região. Essa violência serviu para intimidar os eleitores e os detentores de cargos públicos; foi um dos métodos que os democratas brancos usaram para obter o controle da legislatura estadual nas eleições de 1876 e, por fim, para acabar com a Reconstrução na Louisiana.

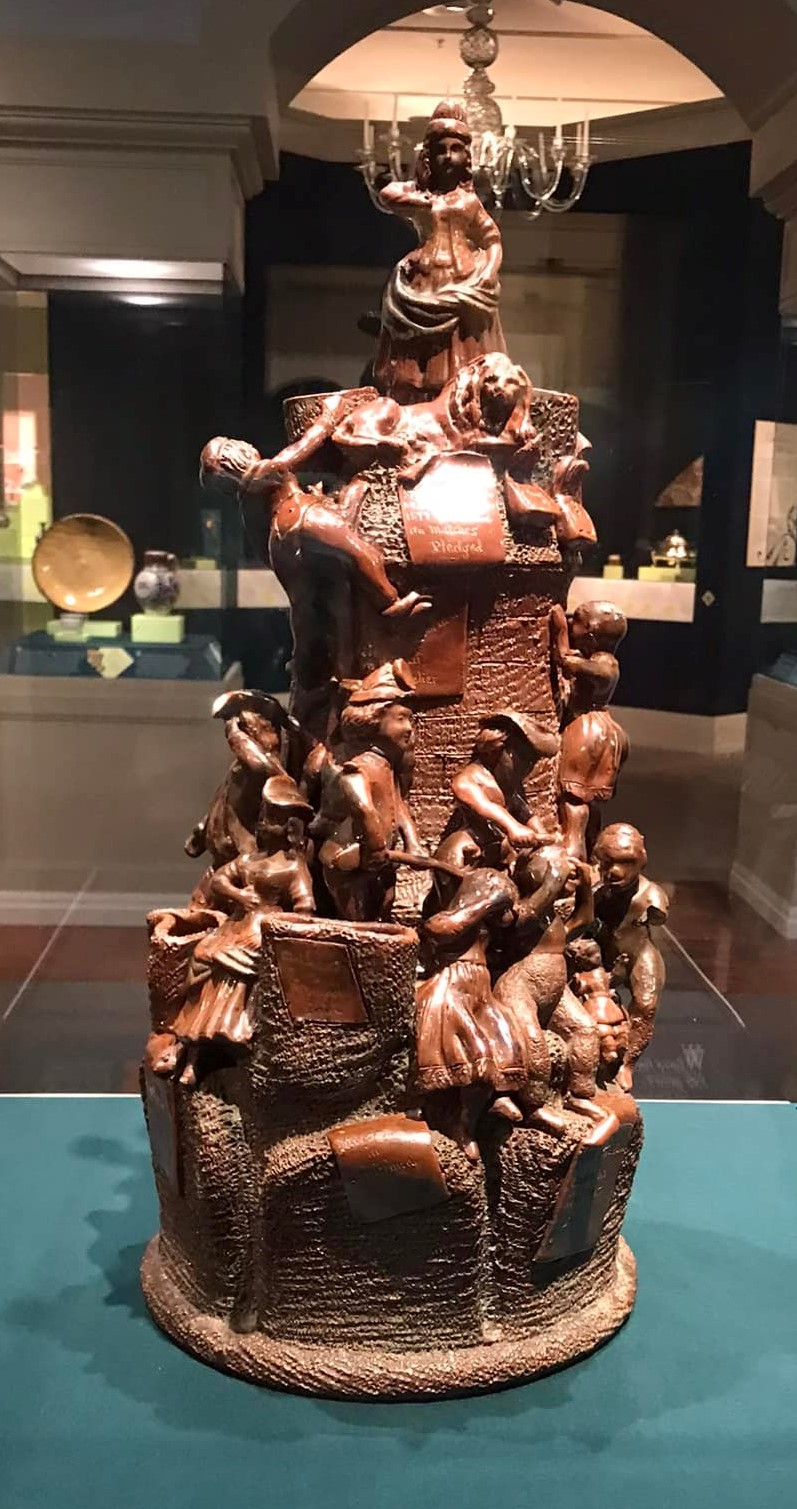
“Liberty Monument” (Monumento à Liberdade), uma peça de cerâmica criada em 1873 pelos artistas brancos Wallace e Cornwall Kirkpatrick, proprietários da Anna Pottery em Anna, Illinois. Ela retrata a en no topo, o massacre de Colfax como sua cena principal e também Schuyler Colfax, criticando seu envolvimento no escândalo do Crédit Mobilier. Esta foto foi tirada no en em 2022.

## Memória
Na Louisiana, assim como no resto dos Estados Unidos, a escala do massacre e o conflito político que ele representa são significativos em relação à história da Reconstrução, à história do  racismo contra os afro-americanos e à história do racismo nos Estados Unidos.
Em 1920, um comitê se reuniu em Colfax para comprar um monumento em memória dos três homens brancos que morreram. Este monumento fica no cemitério de Colfax e diz: “Erguido à memória dos heróis, / Stephen Decatur Parish / James West Hadnot / Sidney Harris / Que caíram no motim de Colfax lutando pela supremacia branca”.
Em 1950, a Louisiana ergueu um marco em uma rodovia estadual onde se lê que o evento de 1873 foi “o motim de Colfax”, como o evento era tradicionalmente conhecido na comunidade branca. O marco diz: “Neste local ocorreu o motim de Colfax, no qual três homens brancos e 150 negros foram mortos. Esse evento, ocorrido em 13 de abril de 1873, marcou o fim do desgoverno dos carpetbags [en] no Sul”. O marco foi removido em 15 de maio de 2021, para eventual colocação em um museu. Em 13 de abril de 2023, no 150º aniversário do massacre de Colfax, o marco removido foi substituído por um monumento de granito de 2,5 metros que lista 57 pessoas negras confirmadas como mortas no massacre e tem ilustrações sobre a experiência das pessoas negras durante a Reconstrução.

## Atenção renovada
O massacre de Colfax é um dos eventos da Reconstrução e da história americana do final do século XIX que recebeu atenção nacional renovada no início do século XXI, tanta atenção quanto o massacre de 1923 em Rosewood, Flórida [en], recebeu no final do século XX. Em 2007 e 2008, foram publicados dois novos livros sobre o tema: The Colfax Massacre: The Untold Story of Black Power, White Terror, and the Death of Reconstruction, de LeeAnna Keith, e The Day Freedom Died: The Colfax Massacre, the Supreme Court, and the Betrayal of Reconstruction, de Charles Lane. Em seu livro, Lane abordou as implicações políticas e legais do caso da Suprema Corte, derivadas da acusação de vários homens que eram membros de grupos paramilitares brancos. Além disso, um documentário cinematográfico está sendo preparado.
Em 2007, a Red River Heritage Association, Inc. foi formada como um grupo que pretendia construir um museu em Colfax, coletar materiais e armazená-los no museu e interpretar a história da Reconstrução na Louisiana, especialmente na área do Rio Vermelho.
Em 2008, no 135º aniversário do massacre de Colfax, um grupo inter-racial comemorou o evento. Eles depositaram flores no local onde algumas das vítimas haviam caído e também realizaram um fórum na tentativa de discutir a história do massacre.